# North Laurel
North Laurel est une census-designated place située dans le comté de Howard, dans l’État du Maryland, aux États-Unis. Lors du recensement de 2020, elle comptait 25 379 habitants.